# Tecaspis kiggelariae
Tecaspis kiggelariae är en insektsart som först beskrevs av Charles Kimberlin Brain 1919.  Tecaspis kiggelariae ingår i släktet Tecaspis och familjen pansarsköldlöss. Inga underarter finns listade i Catalogue of Life.